# Nicolò Vernely
Nicolò Vernely ou Nicolò Verneey (falecido em 1563) foi um prelado católico romano que serviu como bispo de Bagnoregio (1545–1563).

## Biografia
No dia 22 de maio de 1545, Nicolò Vernely foi nomeado bispo de Bagnoregio durante o papado de Paulo III. A 30 de maio de 1547, foi consagrado bispo na Capela Sistina por Giovanni Giacomo Barba, bispo de Teramo. Serviu como Bispo de Bagnoregio até à sua morte em 1563.
Enquanto bispo, foi o principal co-consagrador de Bernardino Maffei, Bispo de Massa Marittima (1547).